# Heliotrop
Heliotrop (Heliotropium) er en slægt med ca. 200-300 arter, som er udbredt i de fleste subtropiske egne af verden. Det er for det meste en- eller flerårige, urteagtige planter, men der findes også arter, der er halvbuske, buske og træer. Planterne er behårede, men sjældent ruhårede. Bladene sidder spredt (eller sjældent: modsat). Blomsterne er samlet i endestillede eller sjældnere: sidestillede stande, der egentlig er svikler, men hvis akse ofte er så kort, at de ligner halvskærme. Blomsterne er regelmæssige og 5-tallige med hvide, blåligt-hvide eller blå kronblade. Frugten danner fire delfrugter ved modenhed.
Heliotrop er blevet sat i forbindelse med dødsfald ved hunde der har spist af bladende. 
| Beskrevne arter |

- Ægte heliotrop (Heliotropium arborescens)
- Europæisk heliotrop (Heliotropium europaeum)
- Håret heliotrop (Heliotropium hirsutissimum)
- Vellugtende heliotrop (Heliotropium suaveolens)

| Andre arter |

| - Heliotropium aegyptiacum - Heliotropium amplexicaule - Heliotropium angiospermum - Heliotropium anomalum - Heliotropium arguzioides - Heliotropium circinatum - Heliotropium convolvulaceum - Heliotropium curassavicum - Heliotropium digynum - Heliotropium ellipticum | - Heliotropium fruticosum - Heliotropium incanum - Heliotropium indicum - Heliotropium lasiocarpum - Heliotropium ovalifolium - Heliotropium paniculatum - Heliotropium procumbens - Heliotropium strigosum - Heliotropium supinum - Heliotropium torreyi |